# Платини, Мишель
Мише́ль Франсуа́ Платини́ (фр. Michel François Platini; род. 21 июня 1955, Жёф, Лотарингия) — французский футболист, тренер и спортивный функционер. Чемпион Европы 1984 года. Лучший французский футболист XX века по версии издания France Football.
Единственный футболист, награждавшийся премией «Золотой мяч» три года подряд (1983, 1984 и 1985). По версии IFFHS входит в десятку лучших футболистов XX века. В 2011 году был признан лучшим зарубежным игроком в истории итальянского футбола.
26 января 2007 года был избран президентом УЕФА. 8 октября 2015 года Арбитражной палатой комитета по этике ФИФА был отстранён от своей должности на 90 дней. 21 декабря 2015 года был дисквалифицирован на 8 лет, в феврале 2016 года срок был сокращён до 6 лет, а в мае 2016 года — до 4 лет.
С 22 января 2020 года — советник президента Международной федерации ассоциаций профессиональных футболистов (FIFPro).

## Клубная карьера

### Ранние годы
Мишель Платини родился в местечке Жёф на северо-востоке Франции. Его дед приехал во Францию в начале XX века из Италии. Отец Мишеля, Альдо Платини играл в футбол на любительском уровне и всячески помогал сыну во всех его футбольных начинаниях. В детстве получил прозвища «Маленький принц футбольного мяча» (так как вырос на улице Сент-Экзюпери) и «Пелеатини» (объяснимое его любовью к Пеле).
Первой командой Мишеля был юниорский состав местного клуба «Жёф». Когда «Жёф» в соревнованиях регионального кубка победил юниоров «Меца», Мишеля пригласили в этот клуб на просмотр, который 16-летний юноша, однако, пройти не сумел. Вскоре, летом 1972 года, Платини подписал контракт с другим сильным клубом региона — «Нанси».

### «Нанси» (1972—1979)
Платини дебютировал в «Нанси» в конце своего первого профессионального сезона — 1972/73, когда травму получил главный бомбардир клуба. Этой первой игрой стала встреча «Нанси» — «Ним» 2 мая 1973 года. Уже в следующем матче он забил первые мячи за клуб — 2 гола в ворота «Лиона» (итог — 4:1). Уже тогда игрок выделялся точным выполнением штрафных ударов и пенальти. Мишель дополнительно оставался после тренировок и ставил искусственную стенку на расстояние 7-8 метров, чтобы научиться перебрасывать её. Футбольный клуб «Нанси» до сих пор гордится тем, что такие манекены для пробития штрафных были у них одними из первых в мире.
В чемпионате 1973/74 Платини сыграл за основной состав 21 матч, сумев забить лишь 2 гола. В сезоне 1974/75 «Нанси» опустился во второй дивизион. Там молодой полузащитник забил 17 голов и стал лидером команды. Уже на следующий сезон клуб вернулся в элиту и в 1976 году занял четвёртое место.
Тогда же Платини отбывал полугодовую службу в армии, но не в обычной части, а в спортивном батальоне, где он имел возможность ездить на тренировки и игры клуба.
20-летний Платини дебютировал в сборной Франции 27 марта 1976 года в игре против команды Чехословакии. На 76-й минуте игры юноша забил первый гол за «синих» — во время пробития штрафного партнёр откатил мяч Мишелю, и тот обводящим ударом перебросил стенку, поразив ворота известного голкипера Иво Виктора.
Летом 1976 года Мишель принимал участие в олимпийском футбольном турнире в Монреале. Франция проиграла в четвертьфинальном матче сборной ГДР, которая и выиграла турнир. По итогам 1976 года Мишеля Платини на родине признали футболистом года, а в списке претендентов на «Золотой мяч» 21-летний француз занял высокое 5-е место, уступив только Францу Бекенбауэру, Робу Ренсенбринку, Иво Виктору и Кевину Кигану.
Благодаря игре Платини середнячок «Нанси» иногда побеждал именитые французские клубы — «Монако», «Нант» или «Сент-Этьен». В 1977 году лотарингцы завершили первенство на 4-м месте, в 1978 — на 6-м. В том году «Нанси» единственный раз в своей истории победил в Кубке Франции: в финале была одержана победа над «Ниццей» 1:0, а единственный гол забил именно Мишель Платини. Всего в 9 кубковых играх сезона 1977/78 он забил 8 мячей.
На чемпионате мира 1978 жребий выбрал для сборной Франции сильную группу: хозяева — аргентинцы, всегда сильные итальянцы и Венгрия. Перед турниром наставник Мишель Идальго повторял, что команда молода, нужно время, есть перспектива и т. д., но два поражения на старте — от Аргентины и Италии вызвали шквал критики на родине. Досталось и Платини. Уверенная победа над венграми (3:1) в последнем туре уже ничего не решала. «Синие» заняли 3-е место и поехали домой. Мишель Платини провёл все 3 поединка и забил 1 гол (Аргентине).

### «Сент-Этьен» (1979—1982)
Летом 1979 года у игрока закончился контракт с «Нанси». Мишель перешёл в один из самых сильных тогда клубов Франции — «Сент-Этьен». После перехода в новую команду Платини стал самым высокооплачиваемым футболистом во всей французской лиге. Его партнёрами стали игроки сборной Франции Жан-Франсуа Ларио и Жерар Жанвийон. Вместе с Платини линию нападения формировали известные Доминик Рошто и голландец Джонни Реп. В 1981 году «зелёные» стали чемпионами Франции. После сезона 1981/82 его контракт с «Сент-Этьенном» подходил к концу, и игрок начал получать достаточно много предложений из ведущих европейских клубов («Барселона», «Арсенал», «Интернационале», «Ювентус»). Наиболее привлекательными оказались условия туринского «Ювентуса». 30 апреля 1982 года Мишель Платини подписал с итальянской командой двухлетний контракт. Он вступал в действие после чемпионата мира 1982 в Испании.
Первую игру на чемпионате мира 1982 французы проиграли Англии — 1:3. Главный соперник в борьбе за 2-е место — Чехословакия, также проиграла англичанам, а с Кувейтом сыграла только вничью 1:1. Победа над арабами и ничья с чехословаками вывела «Синих» во 2-й групповой этап. Там французы уверенно обыграли австрийцев (1:0) и североирландцев (4:1), команда Платини стала рассматриваться в качестве одного из фаворитов чемпионата. В полуфинале соперником французов стала сборная ФРГ. Этот матч впоследствии будут называть одним из самых зрелищных игр в истории чемпионатов мира, а игру обеих команд будут подавать как пример атакующего и красивого футбола. Немец Пьер Литтбарски открыл счёт, но французская сборная отыгралась после пенальти, который выполнил Платини. Основное время — 1:1. За первые 8 минут дополнительного времени Франция дважды поразила ворота Харальда Шумахера — 3:1. После этого свои 2 шедевра создала «немецкая машина» — голы забили Карл-Хайнц Румменигге и Клаус Фишер. В серии послематчевых пенальти Платини выполнил свой удар точно. Французский вратарь отбил один пенальти, а немецкий — два. Матч за 3-е место после такой игры выглядел для французов ненужным — резервный состав уступил сборной Польши 2:3. В составе поляков выступал нападающий Збигнев Бонек — автор 4 мячей на турнире. После чемпионата мира он перешёл в «Ювентус» вместе с Платини.

### «Ювентус» (1982—1987)
В 1970-х годах Итальянская федерация футбола запретила выступления иностранных футболистов в местных клубах. С 1980 года было разрешено использовать одного легионера на поле, а с сезона 1982/83 — двух. Именно эти два места заняли в «Ювентусе» француз Платини и поляк Бонек. Там, в одном из лучших клубов мира, Платини и достиг наивысшего уровня игры — он не только раздавал передачи, как настоящий полузащитник, но и забивал — больше многих нападающих. Трижды подряд (1982—1984) он становился лучшим бомбардиром Серии А.
По итогам сезона 1982/83 чемпионом Италии стала «Рома», от которой туринцы отстали на 4 очка. Приоритетом клуба стали игры Кубка европейских чемпионов. В четвертьфинале итальянцы победили обладателя трофея английскую «Астон Виллу» (2:1 и 3:1), в полуфинале преодолели польский «Видзев» (именно оттуда пришёл Збигнев Бонек). Финал прошёл в Афинах, куда приехало около 10 000 болельщиков «бьянконери». Все ожидали победы «Ювентуса» над немецким «Гамбургом». Итальянская команда, тем не менее, провела игру плохо и заслуженно уступила — 0:1. Единственным выигранным трофеем команды в том году стал Кубок Италии.

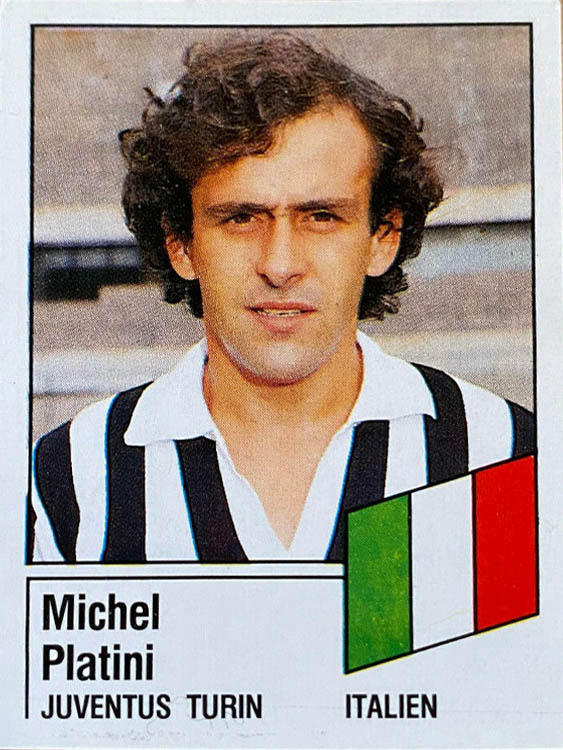
Платини в составе «Ювентуса» в 1987 году

В конце 1983 года издание «France Football» назвало Мишеля Платини лучшим футболистом Европы и вручило ему «Золотой мяч». Других серьёзных кандидатур почти не было. Французский полузащитник собрал 110 очков из 130 возможных. Шотландец Кенни Далглиш из «Ливерпуля», который стал вторым, получил только 26 баллов.
Сезон 1983/84 «Ювентус» закончил чемпионом Италии. Мишель Платини забил 20 мячей и стал лучшим бомбардиром лиги. Туринская команда также победила в Кубке кубков, в финале обыграв «Порту» со счётом 2:1.
Летом 1984 года Франция принимала чемпионат Европы. От Платини, который был капитаном сборной ещё с 1979 года, ожидали ещё более яркой игры. В первой игре Франция с минимальным счётом одолела Данию — единственный гол забил Платини. За следующие две игры он записал на свой счёт ещё 6 забитых голов — по три Бельгии и Югославии. Два хет-трика подряд на чемпионате Европы не удавалось сделать до него никому. Хозяева выглядели единоличными фаворитами турнира. Полуфинал против португальцев проходил в интересной и ровной борьбе. Основное время окончилось со счётом 1:1. В дополнительное время команды забили ещё по одному мячу, а на предпоследней, 119-й минуте, решающий гол забил Платини. «Синие» вышли в финал чемпионата Европы, где должны были помериться силами со сборной Испании. Пиренейцы довольно неожиданно переиграли команду Дании, собравшую в 1980-х годах прекрасное поколение игроков. 27 июня 1984 года на стадионе «Парк де Пренс» в Париже сборная Франции впервые в своей истории выиграла титул чемпиона континента. Игра запомнилась, в первую очередь, «ляпом» вратаря испанцев Луиса Арконады, который на 57-й минуте выпустил мяч после несложного удара со штрафного Мишеля Платини — который медленно закатился в ворота. На последней минуте игры форвард французов Брюно Беллон забил второй мяч и установил окончательный счёт — 2:0. Лучшим футболистом и бомбардиром турнира стал капитан сборной Франции Платини, который забил 9 голов в 5 матчах. После подобного выступления сомнений в том, что Платини вновь получит «Золотой мяч», почти ни у кого не было.
«Золотой мяч» 1984 года получил именно французский полузащитник «Ювентуса». В этот раз он одержал ошеломляющую победу — представители 24 стран поставили его на первое место, и только двое классифицировали его вторым. Капитан чемпионов Европы получил 128 очков из 130 возможных (98,5 % голосов). Вторым стал его партнёр по сборной Жан Тигана («Бордо»).
За заслуги перед родиной, в апреле 1985 года Платини был награждён высшей государственной наградой Франции — орденом Почётного легиона.
29 мая 1985 года стал трагическим днём для всего футбола. На стадионе «Эйзель» в Брюсселе, в финале Кубка европейских чемпионов «Ювентус» победил «Ливерпуль» — единственный мяч с пенальти забил Мишель Платини. В Бельгию прибыли тысячи английских болельщиков, которые славились склонностью к хулиганству. Перед началом игры начались беспорядки и драка на трибунах между английскими фанатами и итальянскими тиффози. Организаторами были соблюдены не все правила безопасности, и под весом толпы разрушилась часть трибуны. Погибли 39 человек. В результате УЕФА отстранила все английские клубы от участия в еврокубках на 5 лет, а «Ливерпуль» — на 6 лет.
«Золотой мяч» достался Платини и в третий раз — в 1985 году. До того только Йохан Кройф трижды удостаивался этой награды. Позднее по три «Золотых мяча» (не считая «Золотого мяча ФИФА») получили Марко ван Бастен, Криштиану Роналду и Лионель Месси, однако лишь Мишель Платини получал «Золотой мяч» в течение трёх лет подряд.

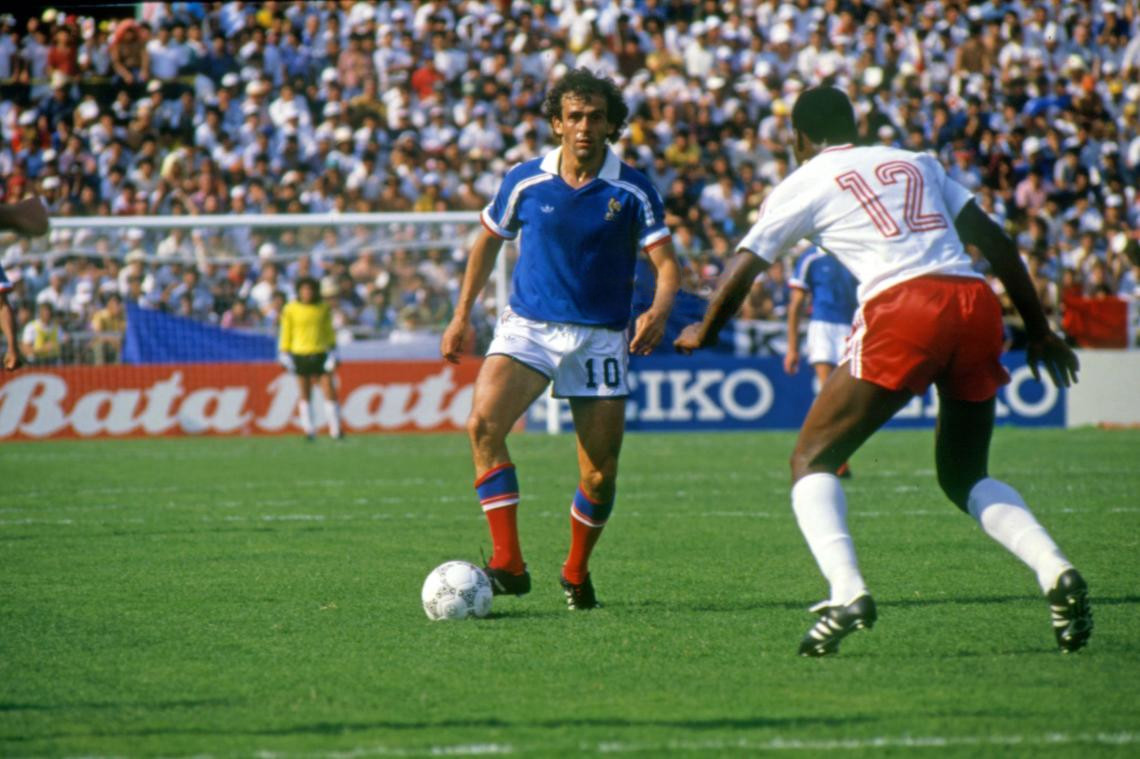
Платини в составе сборной Франции на чемпионате мира 1986 года

Франция имела шанс выиграть чемпионат мира, но в 1986 году в Мексике им перекрыла дорогу Германия — в итоге поражение 0:2 и только «бронза». В этот период 31-летний полузащитник начинал задумываться о завершении карьеры, и после сезона 1986/87 он повесил бутсы на гвоздь. «Как футболист я умер в 32-летнем возрасте — 17 мая 1987 года…», такими словами начинается его книга «Жизнь как матч». В 1988 году он вернулся в большой футбол — уже в качестве тренера.

### Лучший бомбардир сборной
Сделав 19 июня 1984 года хет-трик в почти родном городе Сент-Этьене в матче чемпионата Европы с Югославией (3:2), Платини побил рекорд Жюста Фонтена — 30 голов за сборную, державшийся с 1960 года. Всего за национальную команду он забил 2 хет-трика и 4 дубля. Итоговое достижение Платини — 41 мяч — смог превзойти в 2007 году Тьерри Анри.

### Матч за сборную Кувейта
23 ноября 1988 года Мишель Платини отметился игрой за сборную Кувейта, которая в Эль-Кувейте проводила товарищеский матч со сборной СССР. В городе он оказался проездом, направляясь в качестве почётного гостя на открытие Кубка Азии по футболу в Катаре, а принять участие в матче его попросил эмир Кувейта. Платини провёл на поле около 20 минут, а матч был признан ФИФА.

### Тренер и функционер
После слабой игры сборной Франции в первых двух отборочных играх к чемпионату мира 1990 году Мишелю Платини предложили возглавить национальную команду. На кубок мира французы не пробились, но в отборочных матчах к чемпионату Европы 1992 года одержали 8 побед в 8 играх (включая две гостевые победы над Испанией и Чехословакией). Лидерами нападения той команды были звезды Жан-Пьер Папен и Эрик Кантона. World Soccer назвал Платини лучшим тренером мира 1991 года. В 1992 году финальный турнир чемпионата Европы проходил в Швеции, и за выход в полуфинал боролись Франция и Дания (до этого французы сыграли вничью со шведами и англичанами). В решающей встрече даже ничья устраивала «синих», но команда уступила 1:2 (решающий мяч датчанин Эльструп забил на 78-й минуте). Сборной очень не доставало качественных игроков средней линии — «золотое поколение» Платини, за исключением Амороса и Луиса Фернандеса, уже ушло из футбола. После этой неудачи сборной Платини не только подал в отставку с поста главного тренера, но и вовсе завершил тренерскую карьеру.
Однако после этого Платини не покинул спорт. В 1992 году на зимней Олимпиаде-1992, проходившей в городе Альбервиль, он был удостоен чести зажечь олимпийский огонь. Также Платини был одним из двух директоров Организационного комитета чемпионата мира 1998 года во Франции. В 2002 году он стал членом исполнительных комитетов ФИФА и УЕФА. В январе 2007 года Мишель Платини был избран президентом УЕФА и занялся реформой европейской футбольной системы. Так, по его инициативе Кубок УЕФА был объединён с Кубком Интертото и реорганизован в Лигу Европы. Он также выступал за увеличение роли национальных кубков, чтобы победа в них давала право выступать в Лиге чемпионов. 22 марта 2011 года Платини был переизбран президентом УЕФА на новый срок.
17 октября 2007 года президент Азербайджана Ильхам Алиев в Баку наградил Платини одной из высших наград страны — орденом «Шохрат».
31 августа 2010 года указом президента Армении награждён орденом Почёта.
В конце ноября 2014 года британские СМИ обвинили Платини в том, что он за поддержку российской заявки на право проведения чемпионата мира 2018 года получил в подарок картину Пикассо. 24 марта 2015 года Платини был переизбран президентом УЕФА на третий срок.
29 июля 2015 года Мишель Платини официально выдвинул свою кандидатуру на выборы на пост президента ФИФА, которые состоялись 26 февраля 2016 года.
8 октября 2015 года комитетом по этике ФИФА Платини был отстранён от работы на 90 дней. Однако УЕФА отказался выполнять решение ФИФА, выразив абсолютное доверие и полную поддержку Платини. 20 октября исполнительный комитет ФИФА отстранил Платини с должности куратора чемпионата мира 2018 года. 18 ноября апелляционный комитет ФИФА отклонил апелляции Блаттера и Платини на отстранение от футбольной деятельности. 21 ноября следственная палата комитета ФИФА по этике завершила расследование в отношении Блаттера и Платини и передала окончательные отчёты, содержащие просьбы о санкциях в отношении них в арбитражную палату ФИФА, которая возбудила в отношении Платини и Блаттера расследования.
21 декабря 2015 года Комитет ФИФА по этике принял решение об отстранении на восемь лет от футбольной деятельности главы УЕФА Мишеля Платини и ФИФА Йозефа Блаттера. Данное решение было принято после расследования, в центре которого был санкционированный Блаттером крупный денежный перевод — 2 млн швейцарских франков (почти 2 млн долларов) — на имя Платини.
Пост Президента УЕФА Платини покинул 14 сентября 2016 года.
18 июня 2019 года был задержан в рамках расследования обстоятельств предоставления Катару права проведения чемпионата мира 2022 года и доставлен в Антикоррупционное управление полиции Нантера. Освобождён около часа ночи после 15-часового допроса, темой которого стало также и предоставление России права проведения чемпионата 2018 года.
С 22 января 2020 года — советник президента Международной федерации ассоциаций профессиональных футболистов (FIFPro).
В июле 2022 года швейцарский суд оправдал Платини и Блаттера, обвиненных в мошенничестве, злоупотреблении доверием и недобросовестном менеджменте. В марте 2025 года швейцарский суд отклонил апелляцию прокуратуры и повторно оправдал Платини и Блаттера.
Ночью 18 июля 2025 года Платини был обворован: вор проник в садовый домик на его вилле под Марселем и украл около 20 медалей и кубков. Платини проснулся от шума и видел преступника во дворе своего дома.

## Достижения

### Командные
«Нанси»
- Чемпион Франции (Лига 2): 1974/75
- Обладатель Кубка Франции: 1977/78

«Сент-Этьен»
- Чемпион Франции: 1980/81

«Ювентус»
- Чемпион Италии (2): 1983/84, 1985/86
- Обладатель Кубка Италии: 1982/83
- Обладатель Кубка кубков: 1983/84
- Обладатель Суперкубка Европы: 1984
- Обладатель Кубка европейских чемпионов: 1984/85
- Финалист Кубка европейских чемпионов: 1982/83
- Обладатель Межконтинентального кубка: 1985

Сборная Франции
- Чемпион Европы: 1984
- Обладатель Кубка Артемио Франки: 1985
- Бронзовый призёр Чемпионата мира: 1986

### Личные
- Обладатель «Золотого мяча» (France Football) (3): 1983, 1984, 1985
- Лучший футболист мира (World Soccer): 1984, 1985
- Футболист года в Европе (Onze d'Or) (3): 1983, 1984, 1985
- «Серебряный мяч» второй футболист Европы: 1977 (Onze Mondial)
- Обладатель «Бронзового мяча» по версии France Football (2): 1977, 1980
- Футболист года во Франции (2): 1976, 1977
- Футболист года в Италии по версии Guerin Sportivo: 1984
- Лучший бомбардир чемпионата Италии: 1983, 1984, 1985
- Лучший бомбардир чемпионата Европы: 1984 (9 голов)
- Лучший бомбардир Кубка европейских чемпионов: 1984/85
- Лучший игрок Евро-1984
- Входит в состав символической сборной по итогам чемпионата Европы по версии УЕФА: 1984
- Входит в символическую сборную чемпионата мира (2): 1982, 1986
- Рекордсмен чемпионатов Европы по количеству голов в одном чемпионате: 9 голов
- Включён в сборную чемпионатов мира[англ.]
- Введён в Зал славы итальянского футбола: 2011
- Golden Foot: 2004 (в номинации «Легенды футбола»)
- Входит в список ФИФА 100

## Награды
- Орден Почётного легиона: 29 апреля 1985 г. — кавалер, 13 июля 1998 — офицер[25].
- Офицер ордена «За заслуги» (Франция, 3 декабря 1994 года)[26].
- Орден «Слава» (Азербайджан, 17 октября 2007 года) — за заслуги в развитии азербайджанского футбола и расширении его международных связей[27][28].
- Орден Почёта (Молдова, 5 марта 2009 года) — в знак признания особых заслуг в развитии футбола в Республике Молдова и укреплении материально-технической базы этого вида спорта[29][30].
- Орден Почёта (Армения, 31 августа 2010 года) — за укрепление сотрудничества в области спорта с Арменией, а также за значительное содействие развитию детско-юношеского футбола в Республике Армения[31][32].
- Орден «За заслуги» I степени (Украина, 21 июня 2012 года) — за весомый личный вклад в развитие и популяризацию футбольного движения в Украине[33].
- Медаль Восточной Республики Уругвай (Уругвай, 18 ноября 1997 года)[34].
- Орден НОК Беларуси (2008 год) — за большой вклад в развитие белорусского футбола[35].

## Статистика выступлений
| Клуб             | Сезон            | Лига | Лига | Кубки | Кубки | Еврокубки | Еврокубки | Прочие | Прочие | Итого | Итого |
| Клуб             | Сезон            | Игры | Голы | Игры  | Голы  | Игры      | Голы      | Игры   | Голы   | Игры  | Голы  |
| ---------------- | ---------------- | ---- | ---- | ----- | ----- | --------- | --------- | ------ | ------ | ----- | ----- |
| Нанси            | 1972/73          | 5    | 2    | 0     | 0     | 0         | 0         | 0      | 0      | 5     | 2     |
| Нанси            | 1973/74          | 21   | 2    | 3     | 0     | 0         | 0         | 0      | 0      | 24    | 2     |
| Нанси            | 1974/75          | 33   | 17   | 7     | 13    | -         | -         | 0      | 0      | 40    | 30    |
| Нанси            | 1975/76          | 31   | 22   | 5     | 6     | 0         | 0         | 0      | 0      | 36    | 28    |
| Нанси            | 1976/77          | 38   | 25   | 1     | 0     | 0         | 0         | 0      | 0      | 39    | 25    |
| Нанси            | 1977/78          | 36   | 18   | 10    | 7     | 0         | 0         | 0      | 0      | 46    | 25    |
| Нанси            | 1978/79          | 19   | 12   | 5     | 3     | 0         | 0         | 0      | 0      | 24    | 15    |
| Нанси            | Итого            | 183  | 98   | 31    | 29    | 0         | 0         | 0      | 0      | 214   | 127   |
| Сент-Этьен       | 1979/80          | 33   | 16   | 7     | 5     | 7         | 5         | 0      | 0      | 47    | 26    |
| Сент-Этьен       | 1980/81          | 35   | 20   | 10    | 5     | 7         | 4         | 0      | 0      | 52    | 29    |
| Сент-Этьен       | 1981/82          | 36   | 22   | 8     | 5     | 2         | 0         | 0      | 0      | 46    | 27    |
| Сент-Этьен       | Итого            | 104  | 58   | 25    | 15    | 16        | 9         | 0      | 0      | 145   | 82    |
| Ювентус          | 1982/83          | 30   | 16   | 13    | 7     | 9         | 5         | 0      | 0      | 52    | 28    |
| Ювентус          | 1983/84          | 28   | 20   | 7     | 3     | 8         | 2         | 0      | 0      | 43    | 25    |
| Ювентус          | 1984/85          | 30   | 18   | 7     | 4     | 9         | 7         | 1      | 0      | 47    | 29    |
| Ювентус          | 1985/86          | 30   | 12   | 4     | 1     | 6         | 3         | 1      | 1      | 41    | 17    |
| Ювентус          | 1986/87          | 29   | 2    | 8     | 1     | 4         | 2         | 0      | 0      | 41    | 5     |
| Ювентус          | Итого            | 147  | 68   | 39    | 16    | 36        | 19        | 2      | 1      | 224   | 104   |
| Всего за карьеру | Всего за карьеру | 434  | 224  | 95    | 60    | 52        | 28        | 2      | 1      | 583   | 313   |

## Статистика выступлений за сборную
| Год  | Сборная | Турнир           | Место  |   | И | Г |
| ---- | ------- | ---------------- | ------ | - | - | - |
| 1978 | Франция | Чемпионат мира   | группа | 3 | 1 |   |
| 1982 | Франция | Чемпионат мира   | 4      | 5 | 2 |   |
| 1984 | Франция | Чемпионат Европы | Золото | 5 | 9 |   |
| 1986 | Франция | Чемпионат мира   | Бронза | 6 | 2 |   |